# بیات ترک
بیاتِ تُرک یا بیاتِ زَند یکی از آوازهای موسیقی ایرانی است که جزو متعلقات دستگاه شور دانسته می‌شود. واژهٔ ترک در نام این آواز به مردمان ترک قشقایی اشاره دارد. در آواز بیات ترک، برخلاف دستگاه شور و برخی دیگر از متعلقاتش، درجهٔ سوم شور دارای اهمیت بسیاری است؛ چنان‌که این درجه، نت شاهد بیات ترک دانسته می‌شود. نت آغاز و نت ایست بیات ترک نیز بر درجهٔ زیرپایهٔ شور قرار دارد. نت خاتمهٔ بیات ترک در ردیف‌های مختلف، تفاوت دارد و گاه به جای نت زیرپایهٔ شور، بر درجهٔ دوم شور و حتی بر نت پایهٔ شور قرار می‌گیرد.
بیات ترک با دستگاه شور رابطهٔ نزدیکی دارد و برخی گوشه‌هایش، از قبیل مهدی ضَرّابی (که بر نت شاهد شور تأکید دارند)، در تقویت این ارتباط مؤثر هستند. بیات ترک همچنین به دستگاه ماهور نیز نزدیک است و برخی گوشه‌های آن نظیر دلکش و شکسته را می‌توان در بیات ترک نیز اجرا کرد. گوشهٔ جامه‌دران که در دستگاه همایون نیز وجود دارد، گاهی در مایهٔ بیات ترک اجرا می‌شود. اوج آواز بیات ترک با استفاده از گوشهٔ قرائی اجرا می‌شود. مهم‌ترین گوشهٔ بیات ترک، گوشهٔ قطار است که گوشه‌ای اصیل دانسته می‌شود و دوبیتی‌های بابا طاهر را با آن اجرا می‌کنند.
آلبوم‌های آستان جانان، گل صدبرگ و شیدایی و قطعهٔ اندک اندک همگی در آواز بیات ترک هستند. اذان رحیم مؤذن‌زاده اردبیلی نیز در آواز بیات ترک (گوشهٔ روح الارواح) است. از بیات ترک در تعزیه، اذان و دیگر موسیقی‌های مذهبی، از جمله موسیقی درویشان، استفاده می‌شود.

## تاریخچه و نام
واژهٔ ترک در نام این آواز به ترک قشقایی اشاره می‌کند و نه به ترک‌های ترکمنستان، آذربایجان یا ترکیه؛ گمان می‌رود که بسیاری از ترانه‌های محلی قوم قشقایی در این آواز باشد. از همین رو برخی آن را با نام بیات زند نیز می‌شناسند، اگر چه این نام به اندازهٔ «بیات ترک» رایج نیست. رواج بیشتر نام «بیات ترک» به مذاق برخی هنرمندان خوش نیامده، از جمله عارف قزوینی که در توصیف یکی از تصنیف‌هایش نوشته «تصنیف در بیات زند که بدبختانه معروف به بیات ترک است». قابل توجه است که عارف با حکومت قاجاریه (که ترک‌تبار بودند) به شدت مخالف بود، و احتمال دارد که مخالفتش با نام «بیات ترک» هم به همین مسئله مربوط باشد. همچنین، پیشوند «بیات» (که در نام آوازهای دیگری همچون بیات کرد و بیات اصفهان نیز به کار می‌رود) ممکن است مخفف «ابیات» باشد. این آواز گاهی «آواز ترک» نیز نامیده می‌شود.
در رساله‌های قدیم موسیقی، نامی از بیات ترک یا بیات زند ذکر نشده‌است؛ اما در مقام حسینی شعبه‌ای به نام «دوگاه» وجود داشته که امروزه به صورت یک گوشه در آواز بیات ترک باقی مانده و می‌توان گفت جزء ریشه‌های تاریخی آواز بیات ترک است. همچنین در رسالهٔ کرامیه (از دورهٔ صفویه)، ترکیب «حجاز ترک» آمده و آن را «حجاز اصل» نیز گفته‌اند که توسط ترکان خوانده می‌شده‌است و ممکن است از ریشه‌های بیات ترک باشد.
آواز بیات ترک مانند آواز دشتی، در موسیقی فولکلور ایران کاربرد گسترده‌ای دارد. بیات ترک به ویژه نزد مردم کرد (در غرب ایران) و مردم آذری (در شمال غرب ایران) متداول است. در موسیقی مقامی آذربایجان نیز بیات ترک شعبه‌ای از دستگاه شور تلقی می‌شود.

## ساختار

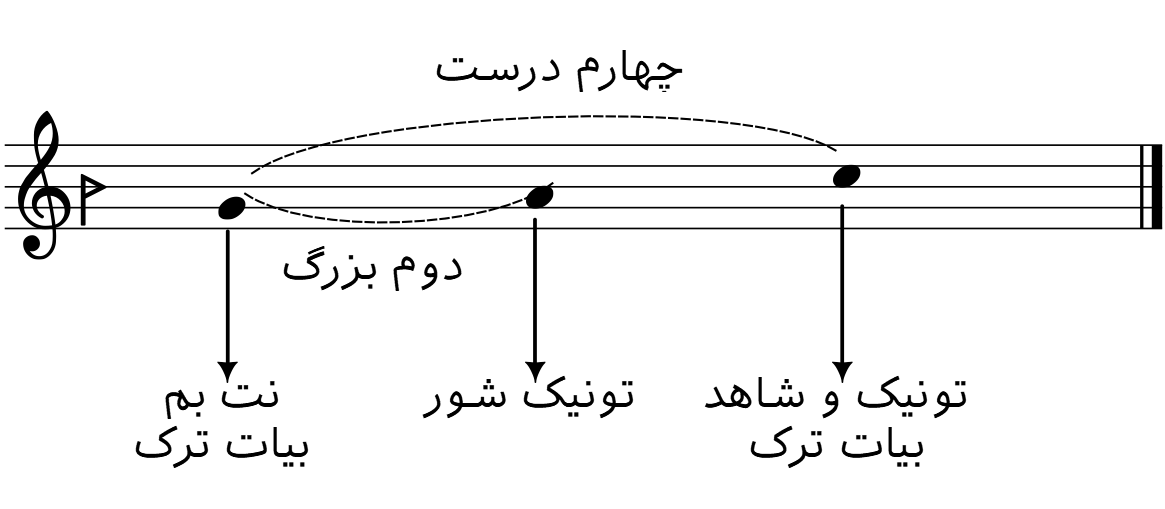
موقعیت درجات اصلی بیات ترک در مقایسه با شور (در اینجا، شورِ لا منطبق بر بیات ترکِ دو).

در آواز بیات ترک، نت شاهد و نت خاتمه هر دو بر درجهٔ سوم شور قرار دارد. نت آغاز و نت ایست بیات ترک نیز بر نت زیرپایهٔ شور (یک درجه پایین‌تر از نت پایهٔ شور و یک چهارم درست پایین‌تر از نت شاهد بیات ترک) قرار دارد. از آنجا که نت آغاز و نت شاهد بیات ترک یکی هستند (درجهٔ سوم شور)، روح‌الله خالقی معتقد است که بیات ترک را می‌توان حاصل «تغییر نت پایه» در دستگاه شور دانست. همچنین در بیات ترک ممکن است که فرود نهایی نیز به نت خاتمه (نت پایهٔ شور) برگشت نکند و در همان نت شاهد پایان یابد؛ در مقایسه، آواز ابوعطا همیشه به نت پایهٔ شور فرود می‌کند و حتی در خلال اجرای آواز نیز بارها به نت پایهٔ شور اشاره می‌کند.
درجه‌های چهارم و دوم شور در رتبهٔ بعدی از نظر اهمیت قرار دارند؛ اما گستردگی بیات ترک از بالا تا فاصلهٔ چهارم یا پنجم بالاتر از نت شاهد نیز می‌رسد. به بیان دیگر، می‌توان گسترهٔ بیات ترک را شامل دو دانگ در نظر گرفت که هر کدام در یک سمت نت شاهد بیات ترک واقع هستند. گرایش موسیقی در دانگ بم‌تر بالارونده، و در دانگ زیرتر پایین‌رونده است و از هر دو سو به سمت نت خاتمهٔ بیات ترک (که همان نت شاهد آن است) تحرک دارد. گاهی در فرود بیات ترک، درجهٔ پنجم شور (که یک پرده بالاتر از شاهد بیات ترک است) موقتاً نیم‌پرده بم‌تر می‌شود و به‌طور گذرا نقش یک نت متغیر زینتی را ایفا می‌کند. همچنین در فرودهای موقت، توقف روی نت ایست معمولاً با جهشی از درجهٔ پنجم شور به نت ایست بیات ترک همراه است. نت خاتمهٔ بیات ترک در ردیف‌های مختلف، گاه متفاوت است و گاهی درجهٔ دوم شور و حتی نت پایهٔ شور به عنوان نت خاتمه استفاده شده‌است.
درجهٔ سوم شور در خود این دستگاه و در آوازهای ابوعطا و افشاری که از متعلقات شور هستند، اهمیت کمتری دارد. به عقیدهٔ فرهاد فخرالدینی، به جبران بی‌توجهی که به درجهٔ سوم در این دستگاه و آوازها می‌شود، در بیات ترک این درجه مورد توجه ویژه قرار دارد؛ اما تمرکز زیاد روی این درجه، باعث یکنواختی آواز بیات ترک نیز می‌شود. اوج آواز بیات ترک بر درجهٔ هفتم شور تمرکز دارد که این درجه نیز، در خود دستگاه شور، کم‌اهمیت تلقی می‌شود.
گسترهٔ صوتی بیات ترک به همراه تمام گوشه‌هایش، یک فاصلهٔ یازدهم درست را تشکیل می‌دهد که متناسب با وسعت صدای انسان است. درجات بیات ترک به دستگاه ماهور نیز نزدیکی دارند (با شروع از درجهٔ سوم شور و حرکت در مسیر بیات ترک، دانگ اول ماهور به دست می‌آید)؛ لذا امکان اجرای گوشه‌هایی همچون دلکش و خسروانی نیز در بیات ترک وجود دارد. به بیان دیگر، گام بیات ترک از نظر فواصل، شبیه به گام بزرگی است که در آن درجهٔ هفتم یک ربع پرده بم‌تر شده باشد؛ اما اجرای گوشه‌های ماهور در بیات ترک، نیازمند مهارت خواننده است و با بازگشت به بیات ترک دنبال می‌شود. زمانی که بیات ترک با توقف روی نت ایست موقت (درجهٔ سوم شور، یا درجهٔ چهارم بیات ترک) اجرا شود، حسی شبیه به گام بزرگ در موسیقی غربی را القا می‌کند که درجهٔ هفتمش یک ربع پرده پایین آورده شده باشد. این نوع از اجرای بیات ترک، در طول زمان متداول‌تر شده و به همین خاطر بیات ترک احساس سبک‌تری پیدا کرده‌است. فواصل بیات ترک با فواصل مقام دلگشا در موسیقی قدیم نیز مطابقت دارد.

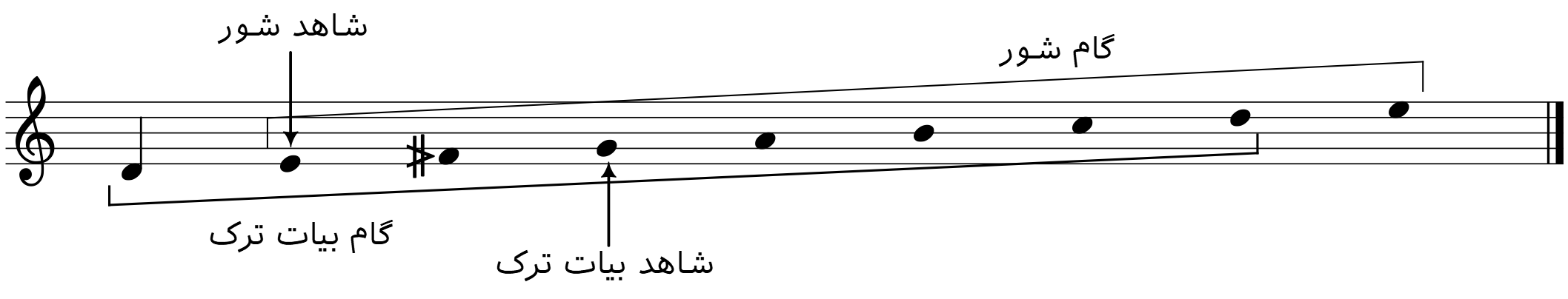
درجات بیات ترک در مقایسه با درجات دستگاه شور مرتبط با آن (در اینجا، شورِ می). گامی که با شروع از نت شاهد بیات ترک (در اینجا، سل) به دست می‌آید، شبیه به یک گام بزرگ غربی است (در اینجا، سل ماژور) که در آن درجهٔ هفتم یک ربع پرده بم‌تر شده باشد.فاصلهٔ این درجات، با شروع از نت شاهد بیات ترک، به این قرار است: دوم بزرگ، سوم بزرگ، چهارم درست، پنجم درست، ششم بزرگ، هفتم نیم‌بزرگ، هشتم درست

## تحلیل ردیف
از آنجا که بیات ترک از نظر مد با دستگاه شور مطابقت دارد، این آواز را جزو متعلقات دستگاه شور طبقه‌بندی می‌کنند. مانند آواز افشاری، بیات ترک هم جزو آن دسته از متعلقات شور است که استقلال نسبی از این دستگاه دارد. در مقایسه، آوازهای ابوعطا و دشتی رابطهٔ تنگاتنگی با دستگاه شور دارند؛ چرا که از فرود شور استفاده می‌کنند؛ ولی افشاری و بیات ترک فرود مخصوص به خود را دارند.

### گوشه‌ها
| | میرزاعبدالله | دوامی | کریمی | صلحی | هنگ‌آفرین | معروفی |
| --- | ------------ | ----- | ----- | ---- | -------- | ------ |
| درآمد(ها) |              |       |       |      |          |        |
| دوگاه |              |       |       |      |          |        |
| فرود |              |       |       |      |          |        |
| کرشمه |              |       |       |      |          |        |
| حاجی حسنی |              |       |       |      |          |        |
| بسته‌نگار |              |       |       |      |          |        |
| زنگوله |              |       |       |      |          |        |
| خسروانی |              |       |       |      |          |        |
| نغمه |              |       |       |      |          |        |
| فِیلی |              |       |       |      |          |        |
| شکسته |              |       |       |      |          |        |
| مهربانی |              |       |       |      |          |        |
| جامه‌دران |              |       |       |      |          |        |
| مهدی ضرابی |              |       |       |      |          |        |
| روح الارواح |              |       |       |      |          |        |
| شهابی |              |       |       |      |          |        |
| قطار |              |       |       |      |          |        |
| مثنوی |              |       |       |      |          |        |
| قرائی |              |       |       |      |          |        |
| محمدصادق‌خانی |              |       |       |      |          |        |
| حزین |              |       |       |      |          |        |
| مجلس‌افروز |              |       |       |      |          |        |
| توضیحات - برخی ردیف‌ها بیش از یک درآمد را ذکر کرده‌اند (درآمد دوم، درآمد سوم، ...) از جمله میرزاعبدالله (۳ درآمد)، دوامی (۲) و کریمی (۲). - مهدی صلحی از گوشه‌های پیش‌درآمد، چهارمضراب و رِنگ هم نام برده‌است که صرفاً یک فرم موسیقایی هستند. - گوشهٔ فیلی در ردیف دوامی «اوج» نیز نامیده شده‌است. - در ردیف هنگ‌آفرین دو نوع از گوشهٔ کرشمه ذکر شده‌است. - در ردیف معروفی دو نوع از گوشهٔ قرائی ذکر شده‌است. - در ردیف روح‌الله خالقی برخی از گوشه‌های بیات ترک جزء در دستگاه شور ذکر شده‌اند، مثل دوگاه، فیلی، شکسته، جامه‌دران، مهدی ضرابی، و روح الارواح. |              |       |       |      |          |        |

مهم‌ترین گوشه‌های آواز بیات ترک، درآمدها، دوگاه، روحُ الارواح، مهدی ضَرّابی، قطار، و قرائی هستند. گوشه‌های دیگری که در این دستگاه اهمیت دارند عبارتند از شهابی، مهربانی، مثنوی، سارنج، بهبهانی، داد و طبرستانی. برخی گوشه‌های دستگاه ماهور نیز در اجرای بیات ترک ممکن است به کار بروند نظیر گشایش، فیلی و شکسته.

#### درآمد
درآمدهای بیات ترک حالت یکنواختی دارند که عمدتاً ناشی از تأکید مکرر روی نت شاهد است. نام گوشهٔ دوگاه احتمالاً در قدیم به موقعیت دست نوازنده روی دستهٔ ساز اشاره داشته، چنان‌که همین ریشهٔ تاریخی احتمالاً برای نام‌های دیگری همچون سه‌گاه، چهارگاه و پنج‌گاه نیز متصور است. اگر چه این نام‌ها در نام دستگاه‌های امروزی موسیقی حفظ شده‌اند، اما دوگاه تنها نام یک گوشه در بیات ترک است.

#### روح الارواح
گوشهٔ روح الارواح گوشه‌ای کوچک ولی مهم در آواز بیات ترک است. در این گوشه، نت آغاز و ایست از موقعیت اولیه‌اش (که نت زیرپایهٔ شور بود) به یک درجه بالاتر (نت پایهٔ شور) تغییر می‌کند. از این جهت، این گوشه بیات ترک را به فضای مدار اصلی دستگاه شور نزدیک‌تر می‌کند؛ اگر چه نت شاهد در آن کماکان ثابت می‌ماند (و به نت شاهد شور که یک درجه پایین‌تر از شاهد بیات ترک است، تغییر نمی‌یابد). در گوشهٔ مهدی ضرابی نیز این درجهٔ دوم شور (یک درجه پایین‌تر از نت شاهد بیات ترک) است که اهمیت ویژه می‌یابد و به نت آغاز و ایست تبدیل می‌شود. این دو گوشه رابطهٔ تنگاتنگی با یکدیگر دارند و نزدیکی هر دوی آن‌ها به مدار اصلی شور، نقش مهمی در حفظ رابطهٔ آواز بیات ترک و دستگاه شور ایفا کرده‌است. از نظر فخرالدینی این گوشه‌ها احتمالاً جدیدتر هستند (ساختهٔ دورهٔ قاجاریه هستند) و با هدف تقویت ارتباط بیات ترک و شور ساخته شده‌اند.

#### قطار
مهم‌ترین گوشهٔ بیات ترک، گوشهٔ قطار است. این گوشه همیشه در اجرای بیات ترک گنجانده می‌شود و گسترهٔ آن در دانگ بم‌تر بیات ترک است. در این گوشه نیز مانند مهدی ضرابی، درجهٔ دوم شور نقش مهمی پیدا می‌کند، ولی نت آغاز و ایست نسبت به درآمد بیات ترک تغییری نمی‌کند. شروع این گوشه با نت زیرپایهٔ شور است، و درجهٔ سوم شور نت شاهد آن است. نت پایهٔ شور در این گوشه نقش چندانی ندارد و محدودهٔ ملودی یک فاصلهٔ پنجم درست (از زیرپایهٔ شور تا درجهٔ چهارم شور) را تشکیل می‌دهد. علینقی وزیری از گوشهٔ قطار به عنوان یک گوشهٔ «بکر و اصیل» یاد کرده‌است که معمولاً با دوبیتی‌های باباطاهر اجرا می‌شود. این گوشه با اشعار دیگری در اوزان متفاوت نیز اجرا می‌شود. اجرای گوشهٔ قطار در موسیقی کردی متداول است. گوشهٔ قطار بین ایلات کرد گروس معمول بوده‌است.

#### قرائی (اوج)
گوشهٔ قرائی اوج آواز بیات ترک را تشکیل می‌دهد. این گوشه معمولاً در انتهای اجرای بیات ترک به کار می‌رود و مسیر نزولی دارد. در این گوشه ابتدا در دانگ بالاتر بیات‌کرد یک مسیر پایین‌رونده به سمت شاهد بیات ترک طی می‌شود، و سپس این مسیر در دانگ پایین‌تر به سمت نت خاتمهٔ بیات ترک ادامه پیدا می‌کند. در گوشهٔ قرائی درجهٔ پنجم شور نقشش را به عنوان نت شاهد و ایست بیات ترک از دست می‌دهد، تا راه برای فرود به نت ایست نهایی (نت خاتمه) فراهم شود. قرائی در اصل یکی از گوشه‌های آواز افشاری است که در بیات ترک هم قابل اجراست. شاهد آن، درجهٔ هفتم شور و نت ایست آن، درجهٔ چهارم شور (نت شاهد افشاری) است.

#### سایر گوشه‌ها
از دیگر گوشه‌هایی که در اجرای بیات ترک به کار می‌رود، می‌توان به گوشهٔ جامه‌دران اشاره کرد. این گوشهٔ کوتاه، در آوازهای افشاری و اصفهان و دستگاه همایون نیز اجرا می‌شود. گوشهٔ مثنوی نیز (که معمولاً در آواز افشاری طبقه‌بندی می‌شود، اما اساساً به اجرای آوازی اشعار مثنوی معنوی اشاره دارد) در بیات ترک قابل اجراست. همچنین گوشهٔ شکسته که معمولاً در دستگاه ماهور طبقه‌بندی می‌شود، در ردیف محمود کریمی در سه‌گاه و بیات ترک نیز آورده شده‌است. به عقیدهٔ محمدرضا لطفی گوشه‌های شکسته و دلکش در ابتدا جزئی از آواز بیات ترک نبودند (چرا که آوازها معمولاً حاوی پرده‌گردانی نبودند) و افزوده شدن آن‌ها به بیات ترک بعداً و تحت تأثیر نزدیکی فواصل بیات ترک و ماهور رخ داده‌است.
گوشه‌ای دیگر به نام «مهربانی» نیز در نسخه‌ای از ردیف میرزاعبدالله که توسط خاچی خاچی نقل شده برای بیات ترک ذکر شده‌است؛ اگر چه این گوشه در روایت مهدی‌قلی هدایت از ردیف میرزاعبدالله موجود نیست. داریوش طلایی نیز در کتاب تحلیل ردیف گوشهٔ مهربانی را به همراه گوشه‌های حاجی حسنی، بسته‌نگار، زنگوله، خسروانی، نغمه، فِیلی، شکسته، و جامه‌دران در بیات ترک برمی‌شمرد؛ اما فخرالدینی از گوشه‌های مهربانی، مهدی ضرابی، شهابی و محمدصادق‌خانی در بیات ترک، به عنوان گوشه‌های جدیدی نام می‌برد که نامشان را از خوانندگان دورهٔ قاجار یا پس از آن گرفته‌اند. در مورد گوشهٔ شهابی، محمدرضا شجریان به نقل از جلال‌الدین تاج اصفهانی از شخصی به نام «شهاب» معروف به «شهاب چشم‌دریده» از شاگردان حبیب شاطرحاجی یاد می‌کند و گوشهٔ شهابی را منسوب به او می‌داند؛ ساسان سپنتا نام این شخص را به صورت «شهاب‌السادات اصفهانی» آورده‌است. گوشهٔ محمدصادق‌خانی نیز به محمدصادق‌خان منسوب است و گاه به آن سرور المُلکی نیز گفته شده که به لقب وی (سرور الملک) اشاره دارد. فخرالدینی گوشهٔ مهربانی را تصنیفی یا ترانه‌ای در بیات ترک می‌داند که می‌بایست به صورت متریک (موزون) اجرا شود؛ اگرچه گاه نوازندگان و خوانندگان آن را به صورت آزاد نیز اجرا می‌کنند.
از بین این گوشه‌های ثانویه، فیلی روی درجهٔ هفتم شور تمرکز دارد (نت شاهد) و روی درجهٔ سوم شور توقف می‌کند (نت ایست) و به این ترتیب یک فاصلهٔ پنجم درست را پوشش می‌دهد که برپایهٔ نت شاهد بیات ترک بنا شده‌است. نت شاهد و ایست گوشهٔ شکسته هم مانند گوشهٔ فیلی است؛ اما فواصل داخل این درجات با آواز افشاری مطابقت پیدا می‌کند: درجهٔ هشتم شور به طرف درجهٔ هفتم آن (که نتِ شاهدِ آواز افشاری در این موقعیت است) گرایش یافته و ربع پرده پایین می‌آید، و درجهٔ نهم شور نیز (که از پیش ریزپرده‌ای است) یک ربع پردهٔ دیگر پایین آورده می‌شود. گامی که پس از این تحولات به دست می‌آید، مطابق با مقام راست قدیم است.

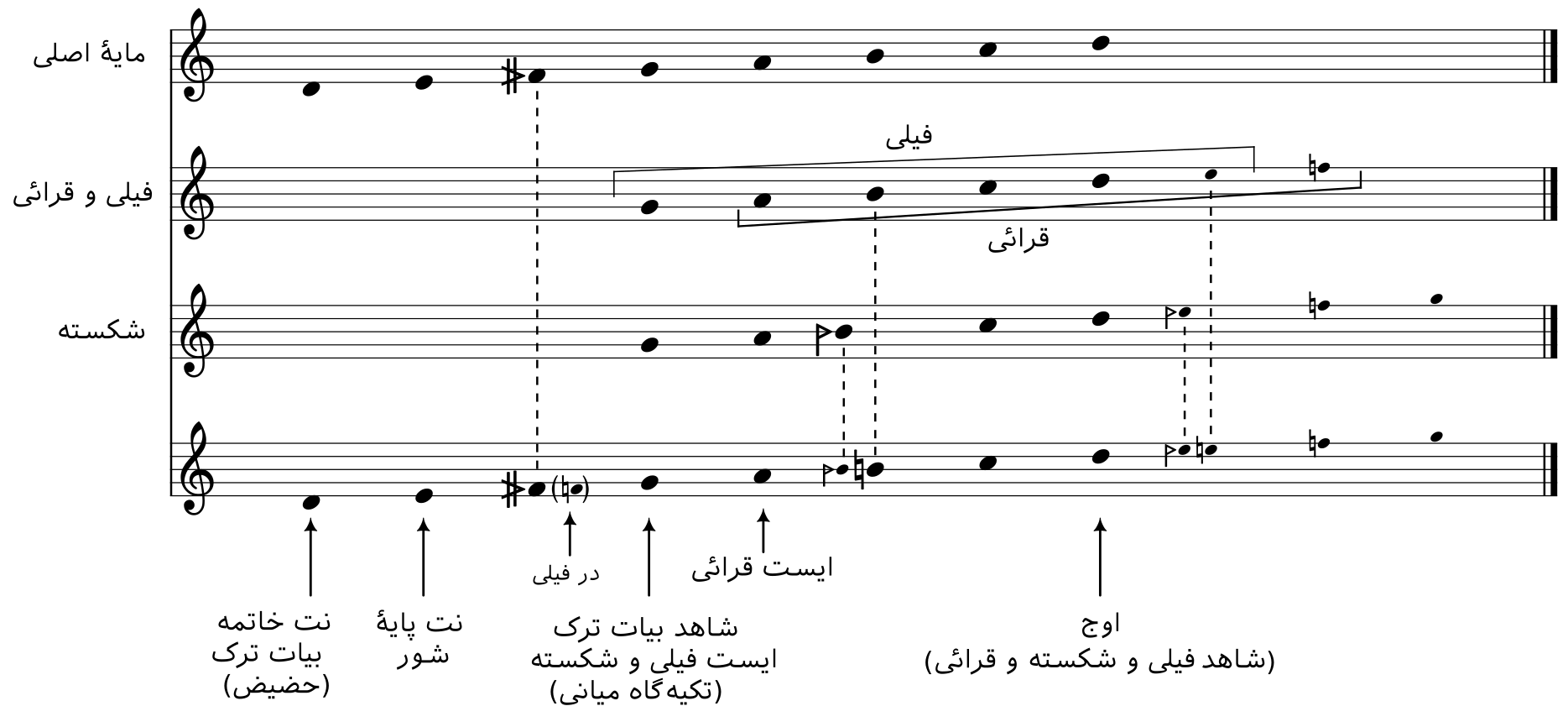
درجات بیات ترک و نقش آن‌ها در گوشه‌های مختلف؛ در اینجا بیات ترک برپایهٔ شورِ می نمایش داده شده‌است. نت‌هایی که کوچکتر نمایش یافته‌اند، نقش کمتری دارند یا نت متغیر هستند.

## احساس
بیات ترک گاه دارای احساس حزن و اندوه توصیف شده و از این جهت برای اجرای تعزیه مناسب دانسته شده‌است. گوشه‌هایی نظیر دوگاه و روح الارواح برای به آواز خواندن اشعار مذهبی به کار گرفته می‌شوند؛ اما روح‌الله خالقی بیات ترک را نمونه‌ای از آوازهای «بازاری» می‌داند که بین عموم مردم رایج هستند اما نزد موسیقی‌دانان محبوب نبوده‌اند. او دلیل این امر را تأکید فراوان بیات ترک به نت شاهدش می‌داند که آن را «کسل‌کننده» می‌کند.
اجرای بیات ترک، در طول زمان به سمت احساس سبک‌تری متمایل شده‌است. تفاوت نت شاهد بیات ترک با شور، باعث می‌شود که بیات ترک چندان احساس حزن‌انگیز شور را نداشته باشد و نزدیکی‌اش به ماهور باعث می‌شود که تا حدی نشاط‌آور نیز باشد؛ چنان‌که بسیاری از آهنگ‌های پیش‌پردهٔ طنزآمیز در بیات ترک اجرا شده‌اند. در مقایسه با دیگر مشتقات شور شامل ابوعطا، افشاری و دشتی، آواز بیات ترک حال و هوای غم‌انگیز کمتری دارد.

## نمونه‌ها
آلبوم آستان جانان از محمدرضا شجریان با آهنگسازی پرویز مشکاتیان، آلبوم گل صدبرگ از شهرام ناظری با آهنگسازی جلال ذوالفنون، آلبوم شیدایی از صدیق تعریف و ساز و آواز «برخیز تا یک سو نهیم این دلق ازرق‌فام را» در قسمت انتهایی آلبوم در خیال با آواز محمدرضا شجریان و سه‌تار بهداد بابایی نمونه‌هایی از آواز بیات ترک هستند. همچنین قطعه‌های اندک اندک و «الا یا ایها الساقی» ساختهٔ جلال ذوالفنون و با آواز شهرام ناظری، در بیات ترک خوانده شده‌اند. شکرالله خان قهرمانی (معروف به شکری) نیز در نکوداشت قمرالملوک وزیری، تصنیفی در بیات ترک ساخت که با بیت «به دل جز غم آن قمر ندارم / خوشم که غم دگر ندارم» آغاز می‌گردد؛ شعر این تصنیف از محمدتقی بهار است و آواز آن را ناهید نیک‌بخت با همراهی تار (به اجرای یحیی زرین‌پنجه) و ویولن خوانده بود. تصنیف «نگار من» از مرتضی نی‌داوود نیز در بیات ترک ساخته شده‌است.
از بیات ترک برای اجرای اذان یا مناجات نیز استفاده می‌شود، و در تعزیه‌خوانی نیز در کنار آواز دشتی و دستگاه شور بیشترین کاربرد را دارد. اذان رحیم مؤذن‌زاده اردبیلی نمونه‌ای شاخص از آواز بیات ترک (در گوشهٔ روح الارواح) است. بیات ترک در موسیقی درویشان نیز متداول است؛ چنان‌که درویشان سلسلهٔ قادریه در منطقهٔ کردستان نیز اشعاری را با دف در گوشهٔ مهربانی اجرا می‌کنند، و گوشهٔ قطار نیز گاه «چهار درویش» نامیده می‌شود.